# Sri Lanka Railways

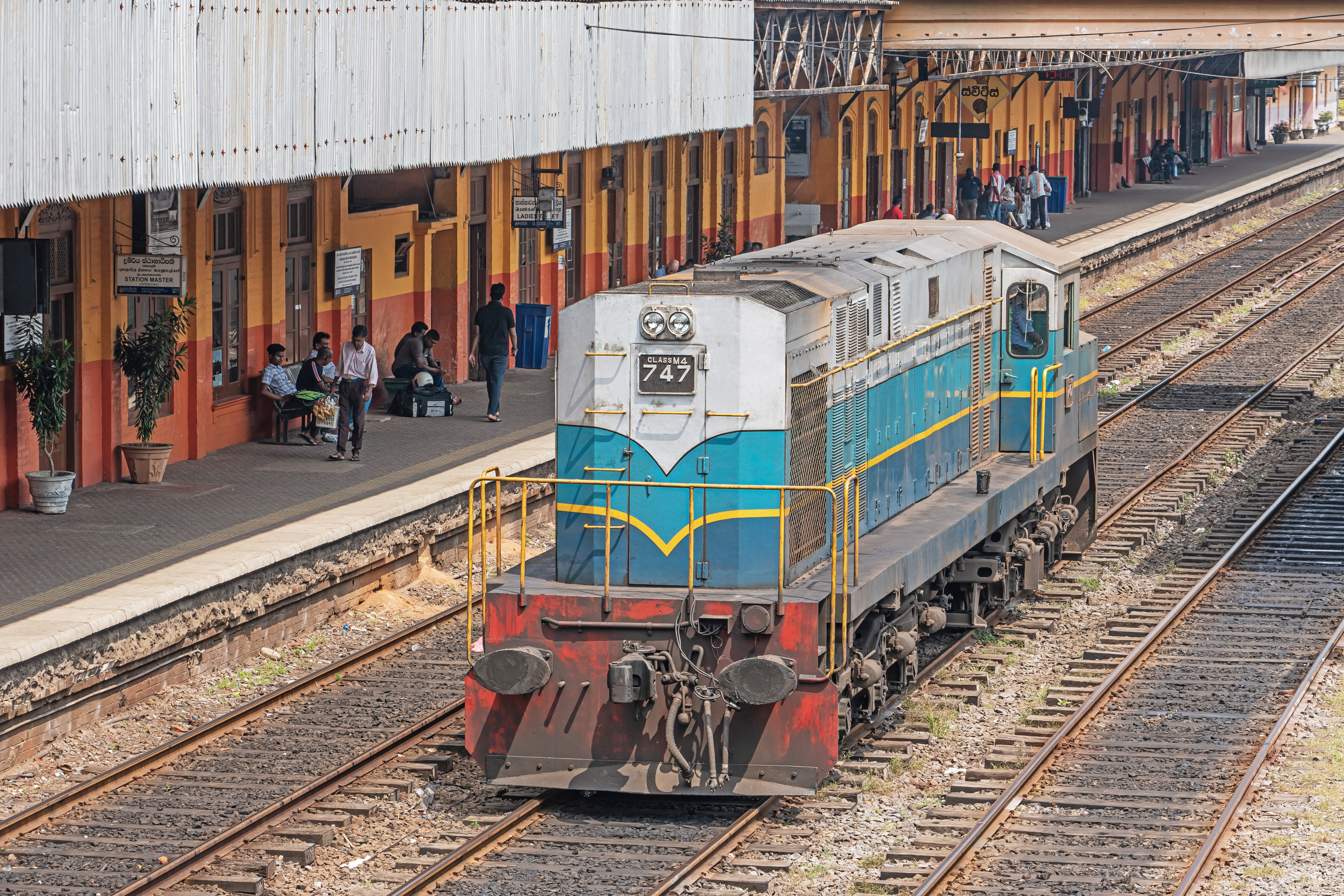
Locomotive diesel M4 des Sri Lanka Railways à la gare de Maradana. Janvier 2020.

Sri Lanka Railways est l'entreprise ferroviaire publique du Sri Lanka, fondée en 1858 sous le nom de Ceylon Government Railways.

## Caractéristiques
Lignes :
- Northern Line (Sri Lanka)

## Le matériel roulant
En 1936 la Ceylon Government Railways disposait de 261 locomotives, 30 automotrices à vapeur, 1591 voitures, et 3259 wagons.